# Hatschekia gerro
Hatschekia gerro is een eenoogkreeftjessoort uit de familie van de Hatschekiidae. De wetenschappelijke naam van de soort is voor het eerst geldig gepubliceerd in 1936 door Leigh-Sharpe.